# Paraphidippus perpactus
Paraphidippus perpactus är en spindelart som beskrevs av Arthur M. Chickering 1946. Paraphidippus perpactus ingår i släktet Paraphidippus och familjen hoppspindlar. Inga underarter finns listade i Catalogue of Life.